# Cerro Minchincha
Cerro Michincha é um pico da Cordilheira dos Andes localizado na fronteira entre Bolívia e Chile.